# Sarah Coppens
Sarah Coppens (7 juli 1994) is een Belgisch voormalig volleybalster.

## Levensloop
Coppens was actief bij Asterix Kieldrecht. Met deze club werd ze driemaal landskampioen (2012, 2014 en 2015) en won ze tweemaal de Beker van België (2014 en 2015) en de Supercup (2013 en 2015). Vervolgens maakte ze de overstap naar BDO Haasrode Leuven. Na een seizoen bij Haasrode ging ze aan de slag bij Antwerp VT. Bij deze club zette ze in 2020 een punt achter haar speelsterscarrière.
Haar zus Hanne was eveneens actief in het volleybal.